# Chrysopilus helvolus
Chrysopilus helvolus är en tvåvingeart som först beskrevs av Johann Wilhelm Meigen 1820.  Chrysopilus helvolus ingår i släktet Chrysopilus och familjen snäppflugor. Inga underarter finns listade i Catalogue of Life.